# Lorena Colmenares
Yenny Lorena Colmenares Colmenares (Duitama, Boyacá, 15 de fevereiro de 1991) é uma ciclista profissional colombiana de pista e rota. Atualmente corre para a equipa colombiano de categoria amador o Colômbia Terra de Atletas-GW Bicicletas.

## Biografia
O interesse de Lorena pelo ciclismo surgiu de ter nascido em Duitama, cidade que quando ela tinha só quatro anos foi sede do Campeonato Mundial em Estrada, além de ser berço de grandes glórias do ciclismo colombiano como Fabio Parra e Oliverio Rincon. O seu papai, quem também foi ciclista, não queria que ela competisse profissionalmente, pois sabia do desgaste que gera este desporto no corpo; mas ao final pôde mais a felicidade que a ciclista sentia a cada vez que se subia a uma bicicleta.
Sua primeira corrida foi no ano 2005, em sua cidade natal, corrida na que chegou entre as primeiras meninas da concorrência, se ganhando a oportunidade de conhecer a María Luisa Cale. Ao ano seguinte, (2006) Lorena competiu no Campeonato Nacional de Pista Prejuvenil, em onde se alçou com a medalha de ouro, apesar de ser debutante. Nessa oportunidade competiu na bicicleta de seu irmão Brayan, quem tinha falecido faz pouco e tinha poupado para comprá-la. Este triunfo chamou a atenção do Prefeito de Duitama, Rafaél Pirajón,  e o Governador de Boyacá, Jorge Londoño, quem ofereceram-lhe uma casa como recompensa por seu lucro, a qual ela ainda espera.
Ainda assim, o triunfo levou-a a seguir treinando para apresentar-se aos Nacionais de Pista de novo no ano seguinte (2007) e ganhar de novo, desta vez levando-se seis medalhas e batendo recordes nos 200 m lançados,500 m detidos e 2000 perseguição individual. O passo da categoria juvenil à elite marcou um momento difícil para a corrente de triunfos desta corredora, quem de admirar a María Luisa Cale teve que passar a ver como seu rival na pista. Lorena começou a treinar com o cubano Florencio Pérez, director técnico da equipa do Departamento, quem ajudou-a a reforçar sua velocidade em pista ao mesmo tempo, em que começou-a a foguear em clássicas a nível nacional.
No ano 2010 Colmenares ganhou a primeira edição da Volta a Cundinamarca além de duas medalhas no Campeonato Nacional em Pista (prata em perseguição por equipas, e bronze na prova por pontos.) No ano 2011 voltou a subir-se ao pódio dos Campeonatos Nacionais ganhando ouro na prova por pontos; triunfo que repetiu em 2016 e 2017, além de ter ganhado prata nessa mesma prova nos anos 2014 e 2019. No ano 2015 também ganhou bronze na prova por pontos da Copa Cuba de Pista, sendo esta sua primeira corrida internacional. No 2016 Lorena participou nos Jogos Pan-Americanos de Toronto, Canadá, onde ganhou bronze com a Selecção Nacional. Nesse mesmo ano montou-se ao pódio da primeira Volta a Colômbia Feminina, ganhando a medalha de bronze.
O 2017 foi um ano de desafios pois, ainda que começou ganhando ouro e prata em Jogos Bolivarianos e a primeira etapa da Volta à Colômbia Feminina desse ano, encontrou-se com uma miosite muscular que a obrigou a deixar a concorrência.
Com o apoio de sua família conseguiu recuperar-se tanto física como emocionalmente, e no ano 2018 regressou à concorrência, ficando no top dez em duas etapas na Volta à Colômbia Feminina desse ano, que se realizou em Boyacá, o qual ela descreve como um triunfo sem pódios nem medalhas.  Nesse ano também participou nos Jogos Sul-americanos de Cochabamba ganhando prata na prova de omnium, e prata na prova de rota, onde a Selecção Colômbia fez o 1,2,3 com Ana Cristina Sanabria ganhando o ouro e Serika Gulumá o bronze (A esta última lhe retiraram a medalha pois o regulamento UCI não permite três ciclistas da mesma nação no pódio.)  Nesse mesmo ano em Jogos Centro-americanos e o Caraíbas Lorena ganhou prata em perseguição por equipas junto com Milena Salcedo, Serika Gulumá, Jessica Parra e Tatiana Donas.
No 2019 Lorena ganhou a última etapa da Volta ao Tolima, triunfo que chegou após ter perdido o ouro no Tour Feminino do 2018 por centésimas de segundos ante Estefanía Herrera, corredora de Antioquia.
Lorena ainda espera poder ganhar uma Volta a Colômbia Feminina e correr em Europa, aspirações que se pospuseram devido à situação mundial com a pandemia do Covid 19, que obrigou à Gobernación de Boyacá a cancelar os contratos de todos os ciclistas do Boyacá é Para A viver para destinar esses recursos a mitigar a pandemia no Departamento. A incerteza com respeito ao futuro de sua corrida profissional como ciclista, tem levado a Lorena a incursionar como empresária, criando sua marca pessoal @by Lorena Colmenares.

## Palmarés em pista
| 2010 - Campeonato da Colômbia em Pista - Prata em Perseguição por equipas - Bronze em Corrida por pontos - Ouro em Scratch - Ouro em Omnium 2011 - Campeonato da Colômbia em Pista - Ouro em Corrida por pontos - Bronze em Scratch - Ouro em Omnium 2014 - Campeonato da Colômbia em Pista - Bronze em Perseguição por equipas - Prata em Corrida por pontos - Prata em Omnium 2015 - Copa Cuba de Pista - Bronze em Corrida por pontos - Campeonato da Colômbia em Pista - Prata em Perseguição por equipas - Prata em Omnium 2016 - Campeonato da Colômbia em Pista - Ouro em Corrida por pontos - Ouro em Omnium - Campeonato Pan-Americano de Ciclismo em Pista - Bronze em Omnium | 2017 - Campeonato da Colômbia em Pista - Ouro em Corrida por pontos - Prata em Madison ou Americana - Bronze em Omnium - Jogos Bolivarianos - Ouro em Perseguição por equipas 4000 m feminino - Prata em Omnium 2018 - Jogos Sul-americanos - Prata em Omnium - Jogos Centro-americanos e das Caraíbas em Pista - Prata em Prova por pontos - Prata em Perseguição por equipas (junto com Milena Salcedo, Serika Gulumá, Jessica Parra e Tatiana Donas) - 2019 - Campeonato da Colômbia em Pista - Prata em Corrida por pontos |

## Palmarés em estrada
| 2010 - Volta a Cundinamarca Feminina 2011 - - 2 etapas do Tour Feminino - 2.ª no Campeonato da Colômbia em Estrada 2015 - Volta a Boyacá Feminina 2017 - - 1 etapa da Volta à Colômbia Feminina - 2018 - 2.ª nos Jogos Sul-americanos em Estrada | - 2019 - 1 etapa Volta ao Tolima - 2020 - 2 etapas da Volta à Colômbia Feminina - 1 etapa do Tour Feminino da Colômbia - 2021 - Volta Feminina a Guatemala, mais 2 etapas - Campeonato da Colômbia em Estrada |

## Equipas
- Feitos para valer (2011)
- Specialized-Indeportes Boyacá (2014)
- Boyacá Raza de Campeones (2015-2016)
- Boyacá es para Vivirla (2017-2019)
- Colombia Tierra de Atletas-GW Bicicletas (2020-)